# Гунгнир
Гунгнир (датск., норв., швед. Gungner) — в германо-скандинавской мифологии копьё Одина.

## Изготовление Гунгнира
Копьё было изготовлено двумя карликами-свартальвами, сыновьями Ивальди (в некоторых источниках упоминается гном Двалин), чтобы показать богам мастерство подземного народа. Однажды Локи отрезал у Сив её золотые волосы. Тор поймал Локи и хотел переломать ему все кости, но тот заверил разгневанного бога, что добудет новые золотые волосы для Сив у чёрных альвов. Сыновья Ивальди сделали такие волосы, а заодно изготовили корабль Скидбладнир и копьё Гунгнир.
Затем Локи поспорил с гномом Брокком и его братом Синдри, что Синдри не выковать сокровищ, подобных тем, что были изготовлены сыновьями Ивальди. Синдри выиграл спор, изготовив вепря по имени Гуллинбурсти, что значит «Золотая Щетина» (другое его имя — Страшный клык), кольцо Драупнир и молот Мьёльнир. Корабль Скидбладнир и вепрь Золотая Щетина достались Фрейру, золотые волосы — Сив, Мьёльнир — Тору, кольцо Драупнир и копьё Гунгнир — Одину.

## Свойства Гунгнира
Оно обладало волшебным свойством поражать любую цель, пробивая самые толстые щиты и панцири и разбивая на куски самые закалённые мечи:
«Тогда Локи отдал Одину копьё Гунгнир, Тору — волосы для Сив, а Фрейру корабль Скидбладнир. И он объяснил, в чём суть тех сокровищ: копьё разит, не зная преграды, волосы, стоит приложить их к голове Сив тотчас прирастут, а кораблю Скидбладниру, куда бы не лежал его путь всегда дует попутный ветер…»
Знаменитый меч Сигмунда Грам, рубящий даже камень, сломался о копьё Одина, который приняв вид человека в синем плаще (Один часто принимал такие обличья), пришел на поле битвы помочь конунгу Люнгви, сражавшемуся против Сигмунда и Эйлими:
«А когда продлился бой тот некое время, явился на поле том человек в нахлобученной шляпе и синем плаще; был он крив на один глаз, и в руке у него — копьё. Этот человек выступил навстречу Сигмунду-конунгу и замахнулся на него копьём. А когда Сигмунд-конунг ударил изо всей силы, столкнулся меч с копьём тем и сломался пополам на две части».
Также Один дал своё копьё Дагу для убийства Хельги, сына Сигмунда. Даг пронзил Хельги копьём в роще Фьетурлюнд.
В Рагнарёк Один выйдет с копьём Гунгнир биться с Фенриром, и будет им проглочен: «Впереди едет Один в золотом шлеме и красивой броне и с копьём, что зовется Гунгнир. Он выходит на бой с Фенриром-волком… Волк проглатывает Одина, и тому приходит смерть».

## Связь с рунами
Копьё соотносится с руническим знаком Gar.

## Галерея
- Ли Лори. 1939. Один
- Один с копьём
- Один с копьём и со своими спутниками: воронами Хугин и Мунин и волками Гери и Фреки